# Magdi Allam
Nascido no Cairo estudou em uma escola dos salesianos em que muitos professores eram italianos. Em 1972 imigrou para a Itália. Licenciou-se em sociologia na Universidade La Sapienza de Roma, e se ocupa de temas relacionados com o Oriente Próximo e suas relações com o Ocidente. Trabalhou nos jornais Il Manifiesto e La Repubblica.
Ficou conhecido por  suas opiniões críticas contra o islamismo radical, recebeu várias ameças de morte. Publicou nove livros em italiano, um deles traduzido para o espanhol.
Em 23 de março de 2008, domingo da ressureição recebeu o batismo das mãos do Papa Bento XVI na Vigília Pascal. Adotou o nome cristão de Magdi Cristiano Allam. Nesta ocasião no mesmo dia 23 escreveu um artigo em forma de carta ao diretor do diário Il Corriere della Sera na qual explica os motivos de sua conversão. .
No dia 25 de março de 2013, Magdi Allan afirmou ter deixado a Igreja Católica porque considera que nas mãos de Francisco tornou-se muito relativista e condescendente com o islã, 'uma ideologia intrinsecamente violenta'. 

## Obras
- Islam, Italia: chi sono e cosa pensano i musulmani che vivono tra noi (2001)
- Bin Laden in Italia: viaggio nell'islam radicale (2002)
- Diario dall'Islam. Cronache di una nuova guerra (2002)
- Saddam: storia segreta di un dittatore (2003)
- Jihad in Italia. Viaggio nell'Islam radicale (2003)
- Kamikaze made in Europe. Riuscirà l'Occidente a sconfiggere i terroristi islamici? (2005)
- Io amo l'Italia: ma gli italiani la amano? (2006)
- Vincere la paura. La mia vita contro il terrorismo islamico el'incoscienza dell'occidente (2006)
- Viva Israele. Dall'ideologia della morte alla civiltà della vita: la mia storia (2007)
- Vencer el miedo: Mi vida contra el terrorismo islámico y la inconsciencia de Occidente. (2008) Ediciones encuentro ISBN 9788474908787